# SuperHeavy
SuperHeavy è un supergruppo rock composto dal cantante dei Rolling Stones, Mick Jagger, dall'attrice e cantante soul Joss Stone, dal produttore e polistrumentista Dave Stewart degli Eurythmics, da Damian Marley, figlio di Bob Marley, e dal compositore di colonne sonore indiano A. R. Rahman. Stone e Stewart hanno già collaborato in passato con Jagger. La composizione della band è stata annunciata il 20 maggio 2011. Jagger ha detto della band: "Cercavamo una convergenza di stili musicali diversi... In passato noi abbiamo sempre contaminato i nostri stili, ma rimanevano comunque separati". Jagger ha fortemente voluto formare i SuperHeavy per mostrare stili musicali differenti, che vanno dal reggae alla ballata pop, dal soul alle musiche indiane.

## Storia

### Primi approcci
La nascita dei "SuperHeavy" è stata tenuta segreta fino al maggio 2011, quando Jagger ne ha dato l'annuncio dalle pagine della rivista Rolling Stone. Ispirato dalle musiche che risuonavano ogni giorno nella sua abitazione di St. Ann's Bay, in Giamaica, il produttore Dave Stewart ha convinto Mick Jagger a tentare una fusione musicale, inizialmente tra lo stile reggae e le orchestrazioni indiane. Per far questo si sono rivolti ad un comune amico, il compositore indiano di colonne sonore A. R. Rahman che si è subito unito al supergruppo.
All'inizio del 2009, Mick Jagger, A. R. Rahman, Dave Stewart, Joss Stone e Damian Marley si sono chiusi all'interno degli studi di registrazione "Jim Henson" a Los Angeles, cercando di scrivere canzoni "che avessero una ragione d'esistere",. Particolarmente ispirati dalle singole influenze musicali, in soli 10 giorni diedero vita a ben 29 canzoni.

### Album d'esordio (2009-2011)
Il gruppo, allora, ha cominciato subito a registrare le prime canzoni per l'omonimo album d'esordio Super Heavy incidendo oltre 35 ore di musica, frutto spesso di jam session lunghissime, con brani che arrivavano a durare persino 70 minuti, prima che venissero adeguatamente "accorciati". Al termine dei lavori, il 30 giugno 2011, l'album è stato fatto ascoltare in anteprima ai Jim Henson Studios di Los Angeles, dove la band ha suonato 8 delle 29 canzoni originariamente composte. Il loro singolo di debutto, Miracle Worker, è stato inviato alle radio il 6 luglio 2011, ricevendo per lo più commenti molto positivi. Per il secondo singolo, Satyameva Jayate (Truth Alone Triumphs - Verità Sola Trionfa), pubblicato il 9 agosto 2011, Mick Jagger ha persino cantato in sanscrito. Composto da Rahman, la canzone ovviamente è interpretata anche da Dave Stewart, Joss Stone e Damian Marley.

## Membri
- Dave Stewart – Voce, chitarra solista
- A. R. Rahman – Voce, batteria
- Mick Jagger – Voce, basso, tastiera
- Damian Marley – Voce, chitarra ritmica, percussioni
- Joss Stone – Voce, violino

## Discografia

### Album
- 2011: SuperHeavy

### Singoli
- 2011: Miracle Worker
- 2011: Satyameva Jayathe
- 2011: Beautiful People